# Paradinas de San Juan
Paradinas de San Juan – gmina w Hiszpanii, w prowincji Salamanka, w Kastylii i León, o powierzchni 35,63 km². W 2011 roku gmina liczyła 452 mieszkańców.